# Campeonato Mundial de Canoagem em Águas Tranquilas
O Campeonato Mundial de Canoagem em Águas Tranquilas é a mais importante competição internacional de Canoagem em águas tranquilas. É organizado pela Federação Internacional de Canoagem (ICF, International Canoe Federation) desde 1938. É realizado anualmente, à exceção dos anos em que há Jogos Olímpicos de Verão.

## Edições
| No.     | Ano  | Sede             | País               |
| ------- | ---- | ---------------- | ------------------ |
| I       | 1938 | Vaxholm          | Suécia             |
| II      | 1948 | Londres          | Reino Unido        |
| III     | 1950 | Copenhaga        | Dinamarca          |
| IV      | 1954 | Mâcon            | França             |
| V       | 1958 | Praga            | Tchecoslováquia    |
| VI      | 1963 | Jajce            | Iugoslávia         |
| VII     | 1966 | Berlim Oriental  | Alemanha Oriental  |
| VIII    | 1970 | Copenhaga        | Dinamarca          |
| IX      | 1971 | Belgrado         | Iugoslávia         |
| X       | 1973 | Tampere          | Finlândia          |
| XI      | 1974 | Cidade do México | México             |
| XII     | 1975 | Belgrado         | Iugoslávia         |
| XIII    | 1977 | Sófia            | Bulgária           |
| XIV     | 1978 | Belgrado         | Iugoslávia         |
| XV      | 1979 | Duisburgo        | Alemanha Ocidental |
| XVI     | 1981 | Nottingham       | Reino Unido        |
| XVII    | 1982 | Belgrado         | Iugoslávia         |
| XVIII   | 1983 | Tampere          | Finlândia          |
| XIX     | 1985 | Malinas          | Bélgica            |
| XX      | 1986 | Montreal         | Canadá             |
| XXI     | 1987 | Duisburgo        | Alemanha Ocidental |
| XXII    | 1989 | Plovdiv          | Bulgária           |
| XXIII   | 1990 | Poznań           | Polónia            |
| XXIV    | 1991 | París            | França             |
| XXV     | 1993 | Copenhaga        | Dinamarca          |
| XXVI    | 1994 | Cidade do México | México             |
| XXVII   | 1995 | Duisburgo        | Alemanha           |
| XXVIII  | 1997 | Dartmouth        | Canadá             |
| XXIX    | 1998 | Szeged           | Hungria            |
| XXX     | 1999 | Milão            | Itália             |
| XXXI    | 2001 | Poznań           | Polónia            |
| XXXII   | 2002 | Sevilha          | Espanha            |
| XXXIII  | 2003 | Gainesville      | Estados Unidos     |
| XXXIV   | 2005 | Zagreb           | Croácia            |
| XXXV    | 2006 | Szeged           | Hungria            |
| XXXVI   | 2007 | Duisburgo        | Alemanha           |
| XXXVII  | 2009 | Dartmouth        | Canadá             |
| XXXVIII | 2010 | Poznań           | Polónia            |
| XXXIX   | 2011 | Szeged           | Hungria            |
| XL      | 2013 | Duisburgo        | Alemanha           |
| XLI     | 2014 | Moscovo          | Rússia             |
| XLII    | 2015 | Milão            | Itália             |
| XLIII   | 2017 | Račice           | Chéquia            |
| XLIV    | 2018 | Montemor-o-Velho | Portugal           |

## Histórico de medalhas
- Atualizado até ao campeonato de 2015

| Ordem | País           | Ouro | Prata | Bronze | Total |
| ----- | -------------- | ---- | ----- | ------ | ----- |
| 1     | Alemanha       | 196  | 138   | 126    | 460   |
| 2     | Hungria        | 194  | 149   | 132    | 475   |
| 3     | Rússia         | 147  | 122   | 106    | 375   |
| 4     | Roménia        | 51   | 74    | 67     | 192   |
| 5     | Polónia        | 31   | 70    | 65     | 166   |
| 6     | Suécia         | 31   | 37    | 45     | 113   |
| 7     | Canadá         | 26   | 22    | 23     | 71    |
| 8     | Bielorrússia   | 22   | 24    | 21     | 67    |
| 9     | Chéquia        | 16   | 39    | 34     | 89    |
| 10    | Dinamarca      | 15   | 14    | 16     | 45    |
| 11    | Espanha        | 14   | 19    | 30     | 63    |
| 12    | Austrália      | 14   | 16    | 16     | 46    |
| 13    | Itália         | 13   | 18    | 13     | 44    |
| 14    | Noruega        | 13   | 14    | 14     | 41    |
| 15    | Eslováquia     | 13   | 7     | 9      | 29    |
| 16    | França         | 11   | 17    | 23     | 51    |
| 17    | Sérvia         | 11   | 12    | 15     | 38    |
| 18    | Nova Zelândia  | 11   | 6     | 4      | 21    |
| 19    | Bulgária       | 9    | 14    | 25     | 48    |
| 20    | Reino Unido    | 7    | 12    | 10     | 29    |
| 21    | Ucrânia        | 7    | 11    | 22     | 40    |
| 22    | Finlândia      | 7    | 3     | 3      | 13    |
| 23    | Lituânia       | 6    | 4     | 9      | 19    |
| 24    | Estados Unidos | 5    | 4     | 3      | 12    |
| 25    | Áustria        | 4    | 6     | 13     | 23    |
| 26    | Azerbaijão     | 3    | 5     | 1      | 9     |
| 27    | Cuba           | 3    | 4     | 7      | 14    |
| 28    | Brasil         | 3    | 0     | 5      | 8     |
| 29    | Uzbequistão    | 2    | 3     | 5      | 10    |
| 30    | Israel         | 2    | 1     | 2      | 5     |
| 31    | Bélgica        | 1    | 3     | 2      | 6     |
| 32    | Portugal       | 1    | 2     | 3      | 6     |
| 33    | Letônia        | 1    | 0     | 1      | 2     |
| 33    | México         | 1    | 0     | 1      | 2     |
| 35    | China          | 0    | 7     | 6      | 13    |
| 36    | Países Baixos  | 0    | 4     | 4      | 8     |
| 37    | Argentina      | 0    | 3     | 2      | 5     |
| 38    | Moldávia       | 0    | 2     | 1      | 3     |
| 39    | Eslovênia      | 0    | 1     | 2      | 3     |
| 40    | África do Sul  | 0    | 0     | 2      | 2     |
| 41    | Chile          | 0    | 0     | 1      | 1     |
| 41    | Japão          | 0    | 0     | 1      | 1     |
| 41    | Cazaquistão    | 0    | 0     | 1      | 1     |
|       | TOTAL          | 891  | 887   | 891    | 2669  |